# Nunnepollen
Der Nunnepollen ist eine Gräftenanlage, gelegen in Vardingholt, einem Ortsteil der nordrhein-westfälischen Stadt Rhede.
Die gut erhaltene Anlage bildet eine rechteckige, künstlich erhöhte Insel mit einer Ausdehnung von ungefähr 15 × 10 m, umgeben von einem ca. 2 m breiten, mit Zu- und Ablauf versehenen wasserführenden Graben. Auf der Insel sind keine sichtbaren Überreste einer eventuellen ehemaligen Bebauung oder Verwendung vorhanden.
Über Entstehungszeit und Nutzung ist nichts bekannt. Vermutet wird, dass der Nunnepollen eine Anlage des Klosters Mariengarden in Burlo oder eine Ziegelei gewesen sein könnte.
In der Umgebung existieren Wälle unterschiedlicher Höhe, deren Alter und Bestimmung ebenfalls unbekannt sind.
Die verborgen im Forstgebiet Rösingbusch liegende Anlage wird seit dem 24. August 1984 als Bodendenkmal Nummer B1 in der Denkmalliste der Stadt Rhede geführt.

## Quelle/Weblinks
- Denkmalliste der Stadt Rhede. Denkmal-Nr. B1